# Колянур (Марий Эл)
 Колянур  — деревня в Советском районе Республики Марий Эл. Входит в состав Вятского сельского поселения.

## География
Находится в центральной части республики Марий Эл на расстоянии приблизительно 6 км по прямой на северо-восток от районного центра посёлка Советский.

## История
Известна с 1699 года как русский починок на речке Калянурке. В 1836 году здесь было 16 дворов и 97 жителей, в 1887 году в 25 хозяйствах проживали 170 человек. В 1921 году в деревне проживало 786 человек. В начале 1930-х годов деревня была разделена на две деревни: Верхний Колянур и Нижний Колянур. В советское время работали колхозы «Красный пахарь», «Победа», имени Молотова, «Рассвет», позднее СПК «Рассвет».

## Население
Население составляло 279 человек (69 % мари, 30 % русские) в 2002 году, 283 в 2010.